# Кеферштейн, Христиан
Христиан Кеферштейн (нем. Christian Keferstein; 20 января 1784, Галле — 26 августа 1866, там же) — германский геолог.
Изучал в университете Галле право, в 1815 году был советником юстиции, но вскоре вышел в отставку и посвятил себя исключительно геодезии и геологии. Книга Кеферштейна «Германия c точки зрения геологии» (нем. «Deutschland, geognostisch-geologisch dargestellt»; 7 т., 1821—1831) включала в себя первую общегерманскую геологическую карту. Кеферштейн выпустил также «Beitrage zur Geschichte und Kenntniss des Basaltes» (совместно с Майнеке, Галле, 1819), «Geognostische Bemerkungen über die basaltischen Gebilde des westlichen Deutschland» (1820), «Tabellen über die vergleichende Geognosie» (1825), «Naturgeschichte des Erdkörpers» (2 т., 1834), «Geschichte und Literatur der Geognosie» (1840), «Mineralogia polyglotta» (1849).